# Giorgio Corbellini
Giorgio Corbellini (Travo, 20 aprile 1947 – Parma, 13 novembre 2019) è stato un vescovo cattolico italiano.

## Biografia
Nacque a Viserano, frazione di Travo, in provincia e diocesi di Piacenza, il 20 aprile 1947.

### Formazione e ministero sacerdotale
Dopo aver frequentato le scuole elementari nel paese natale, ad appena 11 anni entrò nel seminario di Piacenza e vi compì gli studi medi e superiori. Dal 1966 al 1972 frequentò i corsi filosofici e teologici presso il Collegio Alberoni della stessa città.
Il 10 luglio 1971 fu ordinato presbitero, nella chiesa parrocchiale di San Lazzaro, presso il Collegio Alberoni a Piacenza, dal vescovo Enrico Manfredini (poi arcivescovo).
Dopo l'ordinazione fu vicario parrocchiale della parrocchia di Sant'Antonino martire ed insegnante di religione alle medie e all'istituto professionale, a Borgo Val di Taro, dal 1971 al 1981 e dal 1984 al 1985.
Nel 1981 si trasferì a Roma per compiere gli studi di diritto alla Pontificia Università Lateranense, dove si laureò con il massimo dei voti, in utroque iure. Il 19 novembre 1985 ottenne il titolo di avvocato rotale. Dal novembre 1981, poi nel 1984 e dal 1985 collaborò con la parrocchia di Santa Lucia a Roma.
Dal 1º ottobre 1985 fu al servizio della Santa Sede, inizialmente come addetto al Pontificio consiglio per i testi legislativi. Dal 1º settembre 1992 fu capo dell'ufficio giuridico del Governatorato dello Stato della Città del Vaticano, dal 19 aprile 1993 al 3 settembre 2011 svolse il ruolo di vicesegretario generale del medesimo organismo. Dal settembre 1993 fu inoltre cappellano delle Suore orsoline figlie di Maria Immacolata a Roma.
Il 12 gennaio 1990 fu nominato cappellano di Sua Santità e il 17 novembre 1994 prelato d'onore di Sua Santità.

### Ministero episcopale
Il 3 luglio 2009 papa Benedetto XVI lo nominò presidente dell'Ufficio del lavoro della Sede Apostolica e vescovo titolare di Abula; succedette al cardinale Francesco Marchisano, dimessosi per raggiunti limiti di età. Il 12 settembre successivo ricevette l'ordinazione episcopale, nella basilica di San Pietro in Vaticano, con gli arcivescovi Gabriele Giordano Caccia, Franco Coppola e Pietro Parolin (poi cardinale), ed il vescovo Raffaello Martinelli, per imposizione delle mani dello stesso pontefice, co-consacranti i cardinali Tarcisio Bertone e William Joseph Levada.
L'11 maggio 2010 papa Benedetto XVI lo nominò presidente della Commissione disciplinare della Curia romana; succedette al cardinale Julián Herranz Casado, dimessosi per raggiunti limiti di età.
Il 30 gennaio 2014 papa Francesco lo nominò presidente ad interim dell'Autorità di informazione finanziaria; succedette al dimissionario cardinale Attilio Nicora. Il 19 novembre dello stesso anno gli succedette René Brülhart.
Il 6 febbraio 2016 fu nominato membro della Congregazione delle cause dei santi.
Il 13 novembre 2019 morì a Parma all'età di 72 anni. Dopo le esequie, celebrate il 16 novembre dal cardinale Konrad Krajewski nella cattedrale di Piacenza, fu sepolto nel cimitero di Viserano di Travo.

## Genealogia episcopale
La genealogia episcopale è:
- Cardinale Scipione Rebiba
- Cardinale Giulio Antonio Santori
- Cardinale Girolamo Bernerio, O.P.
- Arcivescovo Galeazzo Sanvitale
- Cardinale Ludovico Ludovisi
- Cardinale Luigi Caetani
- Cardinale Ulderico Carpegna
- Cardinale Paluzzo Paluzzi Altieri degli Albertoni
- Papa Benedetto XIII
- Papa Benedetto XIV
- Papa Clemente XIII
- Cardinale Bernardino Giraud
- Cardinale Alessandro Mattei
- Cardinale Pietro Francesco Galleffi
- Cardinale Giacomo Filippo Fransoni
- Cardinale Antonio Saverio De Luca
- Arcivescovo Gregor Leonhard Andreas von Scherr, O.S.B.
- Arcivescovo Friedrich von Schreiber
- Arcivescovo Franz Joseph von Stein
- Arcivescovo Joseph von Schork
- Vescovo Ferdinand von Schlör
- Arcivescovo Johann Jakob von Hauck
- Vescovo Ludwig Sebastian
- Cardinale Joseph Wendel
- Arcivescovo Josef Schneider
- Vescovo Josef Stangl
- Papa Benedetto XVI
- Vescovo Giorgio Corbellini

## Onorificenze
- Nel giugno 2017 fu insignito dell'Antonino d'oro dal capitolo dei canonici della basilica di Sant'Antonino di Piacenza[7].